# آبشار والوپت کریک
آبشار والوپت کریک (به انگلیسی: Walupt Creek Falls) آبشاری است که در ایالت واشینگتن، ایالات متحده آمریکا واقع شده و ارتفاع کلی ریزشگاه آن 221 feet است.